# سحر قریشی
سحر قریشی (زادهٔ ۶ دی ۱۳۶۶) بازیگر اهل ایران است. او حرفه بازیگری را از سال ۱۳۸۸ با بازی در فیلم لج و لجبازی آغاز کرد و سپس در همان سال برای ایفای نقش در مجموعهٔ تلویزیونی دلنوازان به شهرت رسید.

## حواشی

### جنجال تصاویر
در سال ۱۳۹۸ در فضای مجازی تصاویری منتشر شد که نشان از رابطه نزدیک سحر قریشی با مهدی طارمی می‌داد.
 در پی افزایش بازخوردها و گمان‌ها، هر دو طرف واکنش نشان داده و نسبت به انتشار این تصاویر ابراز تاسف کردند و رابطه خود را دوستانه اعلام کردند.

### دیدگاه دربارهٔ ورود زنان به ورزشگاه
سحر قریشی در آذر ۱۳۹۶ در مصاحبه‌ای بیان کرد که با رفتن زنان به ورزشگاه مخالف است و خودش از اینکه مردان در کنار او باشند «منقلب» می‌شود. او پیش تر برای تماشای بازی پرسپولیس و الهلال در ابوظبی، به استادیوم بن زاید رفته بود و عکس‌هایی از او در این استادیوم در فضای مجازی قرار گرفته بود. این نظر موجب انتقادهای گسترده‌ای به ویژه در فضای مجازی شد. افرادی مانند مهناز افشار، مسیح علی‌نژاد، و سالومه سیدنیا به سخنان سحر قریشی واکنش نشان دادند. قریشی در مصاحبه دیگری در پاسخ به این انتقادات، دیدگاهش پیرامون حضور زنان در ورزشگاه را نظر شخصی خود برای طرفدارانش و دلیل آن را نیز «امنیت نداشتن زنان در ورزشگاه‌ها» دانست.

### هک شدن صفحه اینستاگرام
در اواخر مهر ۱۳۹۵ صفحه شخصی سحر قریشی در اینستاگرام با ۴٫۴ میلیون دنبال‌کننده هک شد و به مدت چند ساعت عکسی از پادشاه عربستان سعودی و پرچم این کشور، در صفحه‌اش منتشر شد.

### توهین به پاکبان
در ۲ اردیبهشت ۱۳۹۹ ویدئویی منتشر شد که در آن سحر قریشی با خنده، کنار رفتگری می‌رود و به دوستانش می‌گوید: «لباسم را با او سِت کرده‌ام». پاکبان به این کار او واکنش نشان می‌دهد و به او می‌گوید: «برو خانم» و قریشی به دوستانش می‌گوید: «همین مونده بود این به من بگه برو…».
پخش این ویدئو در رسانه‌ها و شبکه‌های اجتماعی واکنش‌هایی را در پی داشت و کاربران و مسئولان مختلف به آن پرداختند. مجید فراهانی عضو شورای شهر تهران در واکنش به این اتفاق گفت: «درصورت عدم عذرخواهی رسمی، به عنوان نمایندهٔ مردم قدرشناس تهرانی پیگیر شکایت مدیریت حقوقی شهرداری تهران از خانم سحر قریشی خواهم بود.»
سام درخشانی با انتشار متنی در حساب کاربری اینستاگرامش با انتقاد از این حرکت قریشی، او را از «هنربندانی» نامید که با زد و بند در سینمای ایران مطرح شده‌اند. وی نوشت: «داستان از اونجایی شروع می‌شه که آدمای هنربند که با زد و بنداشون بالا اومدن، توهم هنرمند بودن برشون می‌داره… نصف فحش‌هایی که جامعهٔ هنری می‌خوره از سر ندونم‌کاری امثال شماست.»
سحر قریشی در واکنش به انتقادات از برخوردش با این پاکبان در صفحهٔ اینستاگرام خود نوشت: «با افتخار اعلام می‌کنم در خانواده‌ای به دنیا اومدم که از همین قشر بودیم و هیچ‌وقت گذشتهٔ خودمو فراموش نمی‌کنم.» او ادامه داد:
«من چند وقتیه به کلمه «برو» حساس شدم! به همین سادگی، اونم بخاطر اینکه خیلی وقته دوستام و اطرافیانم دارن بهم توصیه می‌کنن که از ایران برو. وقتی اون پاکبان شریف هم به من گفت «برو»، انگار پیامی بود از طبیعت که اونم داشت بهم می‌گفت «برو». اون پاکبان عزیز اصلاً من رو نشناخت و قسم می‌خورم هرگز قصد اهانت به ایشون رو نداشتم و این اتفاقات چیزی جز یک سوءتفاهم کوچیک نیست. در آخر اینکه چه چیزی از این جالب‌تر که من هم یک روز لباس شریف پاکبانی رو به تن کنم و کنار این قشر با غیرت، یک حس هیجان انگیز رو تجربه کنم اتفاقاً پوشیدن لباس پاکبانی اسمش تنبیه یا حکم دادگاه نیست، به نظر من هم یه افتخار بزرگه، هم نماد نجابت و غیرته».

### ارتباط با امیر تتلو
در سال ۱۴۰۰ انتشار تصاویری در شبکه‌های اجتماعی، مبنی بر مهاجرت قریشی به ترکیه و وجود ارتباط عاطفی با امیر تتلو دامنهٔ حواشی قریشی را بیشتر کرد. قریشی و تتلو وجود ارتباط عاطفی بین خود را به اشکال مختلفی تأیید کردند. تحلیل‌گران این ارتباط را به تبلیغ شبکه‌های شرط‌بندی خارج از کشور پیوند می‌دهند و معتقدند که شبکهٔ‌های قمار با طراحی این جنجال در پی افزایش بازدیدکنندگان و سودآوری برای سایت‌های خود می‌باشند.

## فیلم‌شناسی

### سینمایی
| سال  | نام فیلم                        | کارگردان!         |
| ---- | ------------------------------- | ----------------- |
| ۱۳۸۸ | لج و لجبازی                     | سید مهدی برقعی    |
| ۱۳۸۹ | دردسر بزرگ                      | مهدی گلستانه      |
| ۱۳۹۰ | حال خوب من                      | بهروز خلج         |
| ۱۳۹۰ | نردبان چوبی                     | فرشاد ارج         |
| ۱۳۹۰ | سیسیلی‌ها                        | سید روح‌الله حسینی |
| ۱۳۹۰ | نارمک                           | صالح دلدم         |
| ۱۳۹۰ | محرمانه تهران                   | مهدی فیوضی        |
| ۱۳۹۰ | گشت ارشاد                       | سعید سهیلی        |
| ۱۳۹۰ | ساعت شلوغی                      | آرش معیریان       |
| ۱۳۹۰ | دوباره با هم                    | روزبه حیدری       |
| ۱۳۹۰ | اکباتان                         | مهرشاد کارخانی    |
| ۱۳۹۱ | همه چی آرومه                    | مصطفی منصوریار    |
| ۱۳۹۱ | شهر تنهایی                      | سعید عباسی        |
| ۱۳۹۱ | زن، مرد، زندگی                  | مهدی ودادی        |
| ۱۳۹۲ | شیر یا خط                       | فرشاد ارج         |
| ۱۳۹۲ | یه اتفاق ساده                   | متین اوجانی       |
| ۱۳۹۲ | نازنین                          | مهدی گلستانه      |
| ۱۳۹۲ | روزگاری عشق و خیانت             | داوود بیدل        |
| ۱۳۹۲ | دربست آزادی                     | مهرشاد کارخانی    |
| ۱۳۹۲ | پنج ستاره                       | مهشید افشارزاده   |
| ۱۳۹۲ | آنچه مردان درباره زنان نمی‌دانند | قربان محمدپور     |
| ۱۳۹۲ | آتیش بازی                       | بهمن گودرزی       |
| ۱۳۹۳ | شیوا                            | اشکان شاپوری      |
| ۱۳۹۳ | خانه کاغذی                      | محمود معظمی       |
| ۱۳۹۳ | ساکن طبقه وسط                   | شهاب حسینی        |
| ۱۳۹۳ | شیفت شب                         | نیکی کریمی        |
| ۱۳۹۳ | شانس، عشق، تصادف                | آرش معیریان       |
| ۱۳۹۳ | ۲ دوست                          | محمد بانکی        |
| ۱۳۹۳ | همسر دات کام                    | امید نیاز         |
| ۱۳۹۳ | دریاکنار                        | آرش معیریان       |
| ۱۳۹۳ | تگرگ و آفتاب                    | رضا کریمی         |
| ۱۳۹۳ | پانسیون دختران                  | مریم ابراهیم‌وند   |
| ۱۳۹۴ | من و شارمین                     | بیژن شیرمرز       |
| ۱۳۹۴ | رسوایی ۲                        | مسعود ده نمکی     |
| ۱۳۹۴ | آبنبات چوبی                     | محمدحسین فرحبخش   |
| ۱۳۹۴ | کارگر ساده نیازمندیم            | منوچهر هادی       |
| ۱۳۹۴ | آس و پاس                        | آرش معیریان       |
| ۱۳۹۵ | سه بیگانه                       | مهدی مظلومی       |
| ۱۳۹۵ | ثبت با سند برابر است            | بهمن گودرزی       |
| ۱۳۹۵ | بگذارید میترا بخوابد            | آرش سنجابی        |
| ۱۳۹۵ | پا تو کفش من نکن                | محمدحسین فرح‌بخش   |
| ۱۳۹۶ | خالتور                          | آرش معیریان       |
| ۱۳۹۷ | عشقولانس                        | محسن ماهینی       |
| ۱۳۹۷ | همه چی عادیه                    | محسن دامادی       |
| ۱۳۹۷ | نیوکاسل                         | محسن قصابیان      |
| ۱۳۹۷ | آپاچی                           | آرش معیریان       |
| ۱۳۹۷ | ایکس‌لارج                        | محسن توکلی        |
| ۱۳۹۸ | نارگیل                          | سید داود اطیابی   |
| ۱۳۹۹ | تک‌خال                           | مجید مافی         |
| ۱۳۹۹ | زن‌ها فرشته‌اند ۲                 | آرش معیریان       |
| ۱۴۰۱ | بانک زده ها                     | جواد اردکانی      |

### شبکه خانگی
| سال  | نام اثر           | کارگردان      |
| ---- | ----------------- | ------------- |
| ۱۳۸۹ | سیسیلی‌ها          | روح‌الله حسینی |
| ۱۳۸۹ | حال خوب من        | بهروز خلج     |
| ۱۳۹۰ | نارمک (تهرانپارس) | صالح دلدم     |
| ۱۳۹۰ | نردبان چوبی       | فرشاد ارج     |
| ۱۳۹۰ | سه خط موازی       | محسن افشانی   |
| ۱۳۹۱ | بچه‌های لواسان     | احمد توکلی    |
| ۱۳۹۲ | شیر یا خط         | فرشاد ارج     |
| ۱۳۹۵ | آسپرین            | فرهاد نجفی    |
| ۱۳۹۷ | ۱۳ شمالی          | علیرضا امینی  |
| ۱۳۹۷ | رقص روی شیشه      | مهدی گلستانه  |
| ۱۴۰۰ | نیسان آبی         | منوچهر هادی   |

### مجموعه تلویزیونی
| سال  | نام مجموعه                   | کارگردان       | توضیحات                 |
| ---- | ---------------------------- | -------------- | ----------------------- |
| ۱۳۸۸ | دلنوازان                     | حسین سهیلی‌زاده |                         |
| ۱۳۸۹ | شاید برای شما هم اتفاق بیفتد | محمود معظمی    | قسمت، شاهد              |
| ۱۳۹۰ | شاید برای شما هم اتفاق بیفتد | احمد معظمی     | قسمت، اتفاق خودش می‌افتد |
| ۱۳۹۹ | دادستان                      | مسعود ده‌نمکی   |                         |